# 長府站
長府站（日语：／ Chōfu eki */?）是位於山口縣下關市長府松小田本町，西日本旅客鐵道（JR西日本）的山陽本線車站。2017年使用總人次為634,415人。

## 歷史

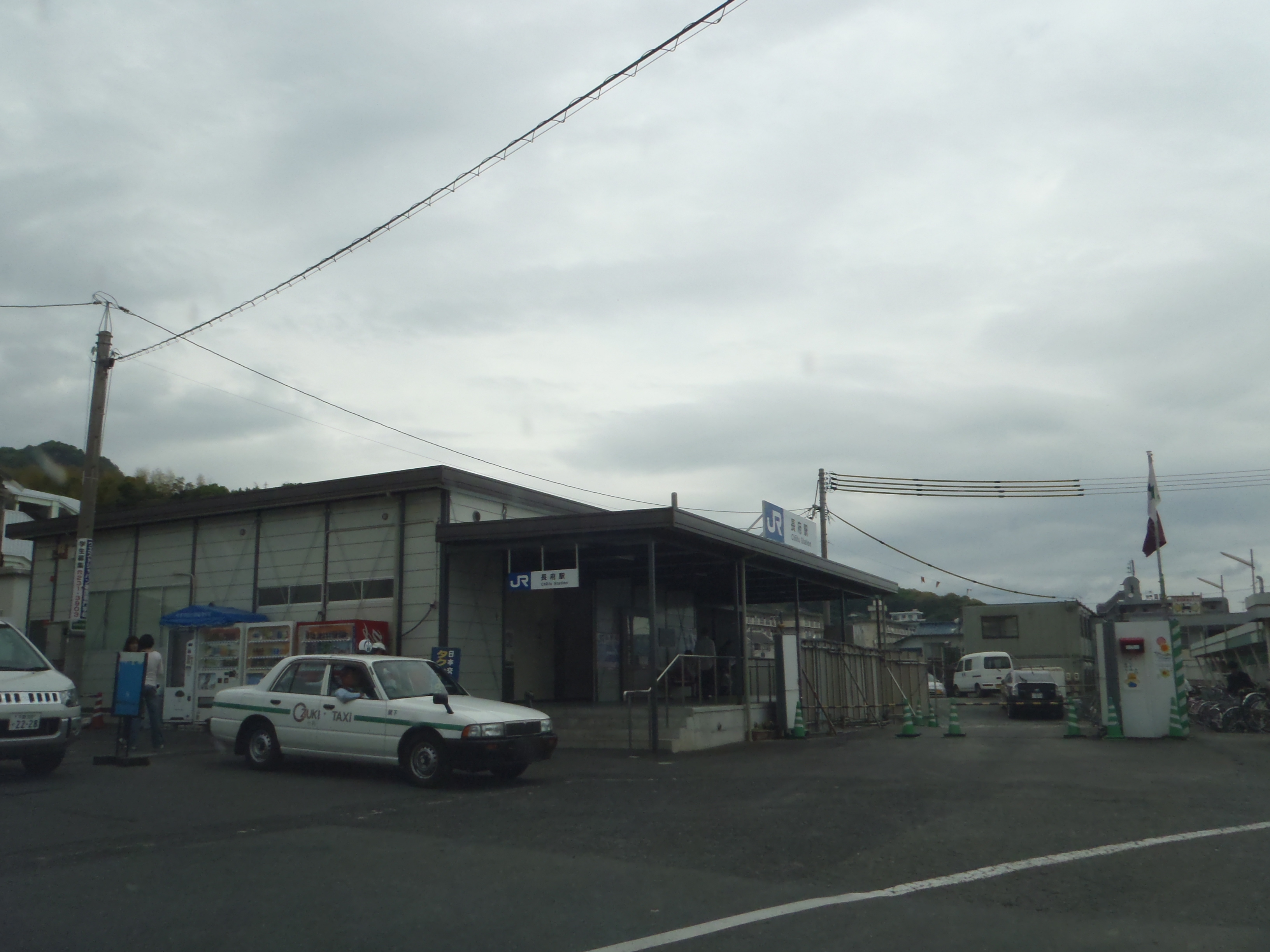
重建工程時的臨時車站大樓

- 1901年（明治34年）5月27日 - 山陽鐵道 厚狹站至馬關站（現時為下關站）之間開通，此站啟用。為旅客、貨運車站。
- 1906年（明治39年）12月1日 - 山陽鐵道國有化（日语：鉄道国有法），成為官設鐵道車站。
- 1909年（明治42年）10月12日 - 制定路線名稱。成為山陽本線車站。
- 1932年（昭和7年）9月7日 - 山陽電氣軌道（日语：山陽電気軌道）長關線駛入至長府站前。
- 1969年（昭和44年）10月30日 - 山陽電氣軌道長關線長府站至唐戶之間廢止，長府站電停廢止。
- 1984年（昭和59年）1月1日 - 終止貨物起卸業務。車站南邊設有棚車專用貨物月台。
- 1987年（昭和62年）4月1日 - 伴隨國鐵分割民營化，車站由西日本旅客鐵道（JR西日本）營運。
- 1996年（平成8年）6月1日 - 車站業務由JR西日本廣島MAINTEC（日语：JR西日本広島メンテック）負責，成為業務委託車站。
- 2006年（平成18年）12月14日 - 市議會發表把車站改建成跨站式站房與進行車站周邊開發，預計費用為29億日圓。
- 2010年（平成22年）5月10日 - 車站月台改為1面2線島式結構。
- 2011年（平成23年）1月11日 - 舊車站大樓關閉，臨時車站大樓開始營業。
- 2012年（平成24年）3月17日 - 長府站跨站式站房落成與公眾通道啟用，同日舉行紀念典禮。
- 2018年（平成30年）
  - 7月6日 - 發生2018年7月西日本豪雨使車站暫停服務。
  - 7月8日 - 新山口站至下關駅之間重開[2]。

## 車站構造
車站是一座地面車站，設有1面2線的島式月台。車站設有轉轍器和場內、出發信號機，因此閉塞成為邊界。
此站由下關地域鐵道部管理的業務委託站，由JR西日本廣島MAINTEC負責車站業務。
曾經設有3面4線的相對式、島式月台。當中，2、3號月台是島式月台，1、4號月台為相對式月台。隨著建設跨站式站房工程，島式月台一邊的2號月台和遠離車站大樓最遠的4號月台，兩線的架空電纜，路軌兩端的轉轍器均撤走，列車不會使用這些月台，在2010年1日剩下的路軌與4號月台的連接通道也撤走。在2010年5月10日，舊2號月台的路基遷移至1號月台（下行本線），使用為1面2線的月台。在遷移後，舊2號月台改為1號月台，而2號月台便從此消失。

### 月台
| 月台 | 路線      | 上下行向 | 方向             |
| ---- | --------- | -------- | ---------------- |
| 1    | ■山陽本線 | 下行     | 前往下關         |
| 3    | ■山陽本線 | 上行     | 新山口、德山方向 |

## 使用狀況
以下為近年1日平均乘車人次列表：
| 乘車人次變化 | 乘車人次變化    |
| 年度         | 1日平均乘車人次 |
| ------------ | --------------- |
| 1999         | 2,600           |
| 2000         | 2,572           |
| 2001         | 2,515           |
| 2002         | 2,513           |
| 2003         | 2,487           |
| 2004         | 2,422           |
| 2005         | 2,369           |
| 2006         | 2,305           |
| 2007         | 2,278           |
| 2008         | 2,263           |
| 2009         | 2,231           |
| 2010         | 2,215           |
| 2011         | 2,081           |
| 2012         | 2,083           |
| 2013         | 2,092           |
| 2014         | 1,905           |
| 2015         | 1,830           |
| 2016         | 1,781           |
| 2017         | 1,738           |
| 2018         | 1,756           |

## 車站周邊
車站東邊設有與山陽本線並行的國道2號。距離國道2號交界與站前迴旋路之間約100米區間設有山口縣道254號長府停車場線。國道9號繼續沿東邊臨海工業用地延伸。而長府地區中心、城下町長府地區距離此站約2公里以上。
- 長府站前郵局
- 下關市立長府小學
- 下關市立長成中學
- 山田電機下關長府店
- youme Town長府（日语：ゆめタウン長府）
  - EDION（日语：エディオン）長府店
- 下關賽艇場（日语：下関競艇場）
- 城下町長府（日语：城下町長府）
- 長府港町
  - 神戶製鋼所長府製造所
  - 中國電力下關發電廠（日语：下関発電所）
  - 石橋牌下關工場
- 長府扇町工業團地
  - 長府製作所（日语：長府製作所）本社
  - 林兼産業（日语：林兼産業）長府工場

### 巴士
站前設有山電交通巴士站，巴士站名為「長府站」，而大部分路線在國道2號的「長府站前」巴士站。
長府站巴士站（車站正面）
- 前往下關站
- 前往市民醫院（日语：下関市立市民病院）
- 長府扇町工業團地方向

長府站前巴士站（沿國道2號上　近車站一方）
- （特急）前往山口宇部機場
- youme Town長府方向
- 小月站方向

長府站前巴士站（国道2号線沿い　近Joyful一方）
- 城下町長府、唐戶、下關站、市民醫院方向

## 相鄰車站
西日本旅客鐵道
■山陽本線
小月－長府－新下關

### 曾經存在的路線
山陽電氣軌道
長關線
長府站電停－（臨）賽艇場電停－松小田電停

## 注腳
1. ↑  山口縣(2018)『山口縣統計年鑑』。
2. ↑  . 朝日新聞. 2018-07-07. （原始内容存档于2018-07-16）.
3. ↑  山口縣統計年鑑

## 外部連結
- 長府｜車站資訊：JR出門網 - 西日本旅客鐵道